# Claude de Montaigu
Claude de Montaigu ou de Montagu (* vers 1406-† 14 mars 1471 à Buxy) fut seigneur de Couches, conseiller et chambellan du Duc de Bourgogne et, à partir de 1468, chevalier de l'ordre de la Toison d'Or.

## Jeunesse
Il était le fils de Jean de Montaigu, seigneur de Couches, Saint-Péreuse, Sully et Marigny, et de Jeanne de Mello, dame d'Époisses et de Givry. Par son père, il descendait d'Alexandre de Bourgogne, seigneur de Montaigu († 1205), fils du duc Hugues III de Bourgogne. Il fut le dernier membre masculin de cette branche de la Première Maison Capétienne de Bourgogne.

## Carrière
Claude de Montaigu a participé à la campagne que mena Louis de Chalon dans le Dauphiné en 1430 et qui se termina par la défaite lors de la Bataille d'Anthon - Claude de Montaigu fut fait prisonnier et ne fut libéré que contre rançon en 1432.
Vers 1438, après la mort de son père, il devient conseiller et chambellan du Duc de Bourgogne.
En 1443 il participe à la réunion de Besançon, en 1450 au Pas d'Armes de La Fontaine des Pleurs et en 1453 à la bataille de Gavre.
En 1460, il participe aux États de Bourgogne, il y est mentionné comme "cousin du duc". Il tombe le 14 mars 1471 à la bataille de Buxy.
Claude de Montaigu était l'un des nobles bourguignons les plus riches. Il fait reconstruire le Château de Couches, où il accueille Charles le Téméraire en 1461.
En 1469, il fonda ici un chapitre monastique. Au chapitre de 1468, il fut admis dans l'Ordre de la Toison d'Or.

## Mariage et descendance

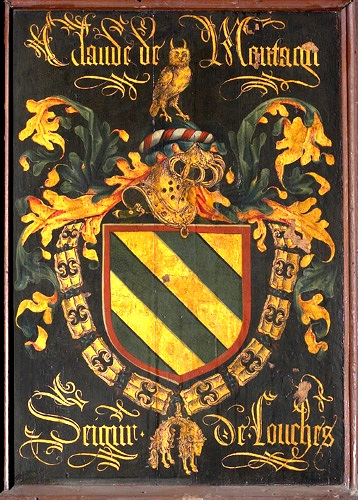
Armoiries de Claude de Montagu comme chevalier de la Toison d'Or

Le 22 février 1432, il épouse Louise de La Tour († 1472) de la maison de La Tour d'Auvergne, fille de Bertrand IV de La Tour et de Marie de Montgascon, comtesse d'Auvergne et de Boulogne ; le mariage est resté sans héritiers. Cependant, Claude de Montaigu avait une fille illégitime, Jeanne, née de Gilette Orude de Couches, qu'il avait fait légitimer par le duc de Bourgogne en 1460 et par le roi de France Louis XI en 1461, et à laquelle il donna les châteaux de Bourbilly (Vic-de-Chassenay) et Sully (Saône-et-Loire)). Jeanne épousa Hugues Rabutin, seigneur d'Épiry - de ce mariage sont issus la famille de Bussy-Rabutin et donc aussi la marquise de Sévigné.

## Héraldique

Armoiries de la famille de Montagu avant 1361

Armoiries de la famille de Montagu après la mort de Philippe de Rouvres en 1361

## Sources
- Raphael de Smedt : Les chevaliers de l’ordre de la Toison d’or au XVe siècle. Notices bio-bibliographiques. (Kieler Werkstücke, D 3) 2., verbesserte Auflage, Verlag Peter Lang, Frankfurt 2000,  (ISBN 3-631-36017-7).
- Henri Fruhauf, Buxy, les 13 et 14 mars 1471, Société d'histoire de Buxy, 1988 (20 pages)
- Père Anselme. Histoire généalogique et chronologique de la maison royale de France. T. I, 3e ed.. — Amsterdam: Frères Chatelain, 1713., p. 261 [1]
- Du Chesne A. Histoire Genealogiqve Des Dvcs De Bovrgongne De La Maison De France. — P.: Cramoisy, 1628., pp. 166—168 [2]
- Reiffenberg F. A. F. T., baron de. Histoire de l'ordre de la toison d'or, depuis son institution jusqu'a la cessation des chapitres generaux. — Bruxelles: Imprimerie normale, 1830., p. 56
- Florian Grollimund, « Un puissant seigneur au château de Couches : Claude de Montagu », Chastels et maisons fortes IV : actes des journées de castellologie de Bourgogne, 2010-2012, Chastels et maisons fortes IV. Chagny : Centre de Castellologie de Bourgogne, 2014
- Pequegnot F., 1875, « Notice historique sur la paroisse de Couches-les-Mines », Mémoires de la Société Éduenne, p. 143 s.
- Henri Beaune, Jules d' Arbaumont, La Noblesse aux États de Bourgogne de 1350 à 1789, Megariotis, 1864
- Berthollet Jean, Le château de Couches, Le Creusot, Remandet, 1951 & 1967
- Plancher Urbain, Histoire générale et particulière du duché de Bourgogne, Dijon : Du Fay, t. 2 et 3, 1741, 1748